# Вирије Никомах Флавијан
Вирије Никомах Флавијан (334-394) - римски политичар и историчар. Паган. Пријатељ Квинта Аурелија Симаха. 
Био је преторијански префект Италије (390-392), под узурпатором Евгенијем - поново преторијански префект (393—394) и конзул (394, признат само на територији Евгенија). Након Евгенијеве смрти у бици на реци Фригид Никомах Флавијан је извршио самоубиство. Историјско дело које је написао није преживело, али је вероватно послужило као важан извор за друге ауторе.

## Породица
Рођен је 334. године. Припадао је утицајној сенаторској породици Вирија. Флавијанов отац, Венуст дошао је из апулијског града Канузијума, у чијој области је њихова породица поседовала земље. Према Кристијану Сетипанију, Флавијанова мајка је била Аниција, ћерка конзула из 322. Амније Аниција Јулијана. Од жене непознате по имену, која је такође била паганка, Флавијан Старији је имао два сина: Флавијана Млађег и Венусту. Његови унуци су били Апије Никомах Декстер и Гала.

## Биографија
Каријера Никомаха Флавијана је реконструисана из два списа: први је утврдио муж Флавијанове унуке Квинт Фабије Мемије Симах, а други његов унук Апије Никомах Декстер. Након што је прошао квестор и преторство, Флавијан је постао један од виших понтифекса и 364-365. године служио је као конзул Сицилије. Године 376. постављен је за викара Африке. Заједно са проконзулом ове провинције Децимијем Гиларијаном Хесперијом био је одговоран за истрагу скандала око града Лептис Магна. Његови налази, укључени у извештај, ослободили су становнике града оптужби. У знак захвалности Лептинци су подигли статуу Флавијана. Истовремено је постао прималац једног од закона усмерених против донатиста. Међутим, као и други представници паганске аристократије који су настојали да поделе хришћанску Цркву, Флавијан не само да није испунио наређење које му је дато, већ је и отворено патронизовао донатисте; 406. Августин Хипонски га је чак погрешно сматрао донатистом. Због тога је пао у немилост и био је лишен положаја од цара Грацијана.
Флавијан је своју следећу дужност добио под царем Теодосијем I, који је високо ценио његове научне таленте. Успео је да заради наклоност цара. Године 382. Флавијанов најстарији син је постао проконзул Азије, док је изгледа да је млађи управљао италијанском провинцијом. Не постоји консензус међу истраживачима када је Флавијан био на функцији квестора свете палате. Џејмс О'Донел поставља свој мандат на овом месту на 382–383, док аутори ПЛРЕ сматрају да је 389 вероватнији датум. Следеће године је постављен за преторијанског префекта.
392. године западни цар Валентинијан II умире под сумњивим околностима; веровало се да га је убио војни мајстор Арбогаст. Уз подршку Арбогаста, за новог цара је проглашен ретор Евгеније. Вероватно је Теодосије именовао другог префекта, Аподемија, да замени Флавијана одмах након вести о Валентинијановој смрти. Међутим, Ежен, на чији је суд стигао Флавијан, потврдио га је на функцији. Заузврат, Флавијан је свим силама подржавао Евгенија и, као ауторитет аугуралне дисциплине, изјавио је да жртве указују на победу у предстојећем рату. Заративши са Теодосијем, Флавијан и Арбогаст су претили, по повратку, да ће хришћанско свештенство регрутовати у војску и главну миланску цркву претворити у шталу. Међутим, њихове трупе су поражене у одлучујућој бици код Фригиса против Теодосијеве војске (5. септембра 394); одред у коме се налазио Флавијан упао је у заседу и предао се, а сам је извршио самоубиство.

## Улога Флавијана у књижевности
380-их година, Флавијан је написао дело посвећено Теодосију, које се највероватније звало „Анали”. Ото Сик је сугерисао да је, попут Тукидида, Флавијан рачунао догађаје по лету и зими и завршио свој посао до смрти узурпатора Прокопија. Можда је његово дело постало извор за касније историчаре, посебно за Амијана Марцелина. Флавијан је такође направио копију Живота Аполонија из Тијане од Флавија Филострата. Породице Никомахије и Симахије биле су укључене у уређивање и објављивање дела римских аутора; Захваљујући њима до данас су опстала дела неких писаца, укључујући Ливија, Марцијала и Апулеја. Уз Квинта Аурелија Симахуса и Ветија Агорија Пратекстата, Флавијан је један од главних ликова Макробијевих Сатурналија, где на челу круга паганских интелектуалаца расправљају о разним питањима. Осим тога, сматра се једним од вероватних кандидата за улогу непознатог паганског префекта који се помиње у анонимној „Песми против пагана“.